# 西夫卡-沃伊尼利夫西卡
49°11′32″N 24°32′14″E / 49.19222°N 24.53722°E
西夫卡-沃伊尼利夫西卡（烏克蘭語：Сівка-Войнилівська）是烏克蘭的一座村落，位於該國西部伊萬諾-弗蘭科夫斯克州，由卡盧什區負責管轄，始建於1456年，面積10.94平方公里，2001年人口587。